# Kaskaderzy literatury
Kaskaderzy literatury – określenie dotyczy pewnej grupy twórców. W polskiej literaturze wyodrębnia się grupę pisarzy, których nie łączy przynależność do wspólnego pokolenia. Ich cechą wspólną jest bunt przeciwko tradycjom, ogólnym normom społecznym czy stereotypom. Twórców tego typu cechuje indywidualizm, subiektywizm oraz  autodestrukcja. Tacy pisarze jak: Andrzej Bursa, Rafał Wojaczek, Edward Stachura czy Marek Hłasko swoją twórczością i życiem zaświadczali o swojej odrębności. Ważnymi dla nich wartościami były wolność, młodość i przygoda. Przez krytyków często są określani jako Kaskaderzy literatury. Pojawienie się tego typu twórców było reakcją na skostnienie systemu politycznego.
W roku 1986 ukazała się antologia Kaskaderzy literatury. O twórczości i legendzie Andrzeja Bursy, Marka Hłaski, Haliny Poświatowskiej, Edwarda Stachury, Ryszarda Milczewskiego-Bruna, Rafała Wojaczka. Książka została opatrzona wstępem Jana Z. Brudnickiego oraz posłowiem Jana Marxa.